# عدن الكبر (جبلة)

تعديل مصدري - تعديل

عدن الكبر هي إحدى قرى عزلة الشهلي بمديرية جبلة التابعة لمحافظة إب، بلغ تعداد سكانها 485 نسمة حسب تعداد اليمن لعام 2004.